# Condado de Mombasa
El condado de Mombasa es un condado de Kenia.
Se sitúa al sureste del país y su capital es Mombasa. Tiene 939 370 habitantes según el censo de 2009.
Es un condado pequeño en extensión, que únicamente abarca la Isla de Mombasa y las tres penínsulas que la conectan con el continente.

## Localización
El condado de Mombasa tiene los siguientes límites:
| Noroeste: Condado de Kilifi | Norte: Condado de Kilifi | Noreste: Condado de Kilifi |
| Oeste: Condado de Kwale     |                          | Este: Océano Índico        |
| Suroeste: Condado de Kwale  | Sur: Condado de Kwale    | Sureste: Océano Índico     |

## Transportes
Por albergar la importante ciudad portuaria de Mombasa, este condado es un importante nudo de comunicaciones. Al noroeste del condado sale la carretera A109, que une Mombasa con la capital nacional Nairobi. Al norte-noreste sale la B8, que lleva a Garissa pasando por Malindi. Al sur sale la A14, que lleva a las principales localidades del este de Tanzania.